# Émile Loiseau
Pour les articles homonymes, voir Loiseau.
Émile Loiseau est un musicien français né le 31 décembre 1874 à Briare et mort le 27 mars 1966 à Cosne-Cours-sur-Loire.
Installé pour sa retraite à Cosne-Cours-sur-Loire avec son épouse Marthe Gresseler, elle-aussi musicienne (pianiste), il décidera de léguer l'ensemble de ses biens à la Ville de Cosne-Cours-sur-Loire. Les peintures, arts graphiques, sculptures, objets d'art décoratifs, etc. accumulés par le musicien au cours de sa vie, viendront compléter les collections du Musée de la Loire.
Le Musée de la Loire conserve notamment son portrait ci-joint commandé à son ami Jules-Émile Zingg pour illustrer les programmes de ses concerts,.

## Biographie
Second prix de violon du Conservatoire national de Paris en 1894, sa carrière de musicien professionnel le conduit à jouer de son instrument dans les plus grandes salles parisiennes : l'Opéra de Paris de 1895 à 1942, il y obtiendra le rang de premier violon en 1929 ; Orchestre des Concerts Colonne, Salle Pleyel, Orchestre de la Société des concerts du Conservatoire.
Il participera au Quatuor Parent en tant que second violon, avant de fonder son propre quatuor à la fin des années 1920.
Il sera également professeur de violon au Conservatoire national de Paris de 1925 à 1942.